# Valfréjus

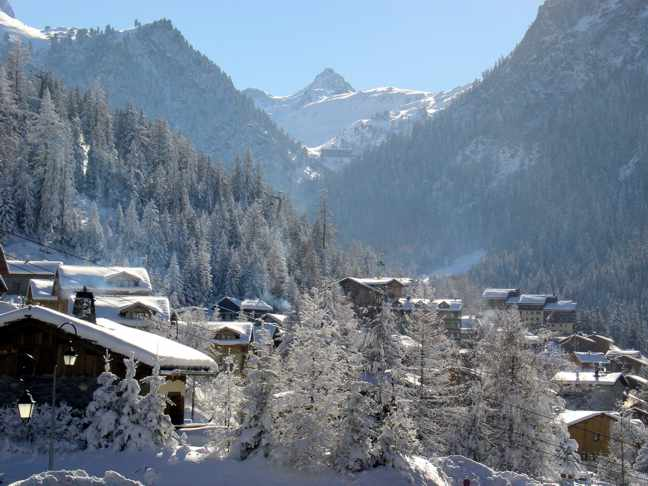
Panorama di Valfréjus

Valfréjus è una frazione e stazione sciistica di Modane.

## Toponimo
Il nome Valfréjus deriva da punta del Fréjus che è una vetta sul confine tra Modane e Bardonecchia. Questo toponimo si trova anche per il Colle del Fréjus ed il tunnel ferroviario e stradale del Fréjus

## Caratteristiche
La località si trova nei pressi della frontiera con l'Italia.